# Molen Jacobs

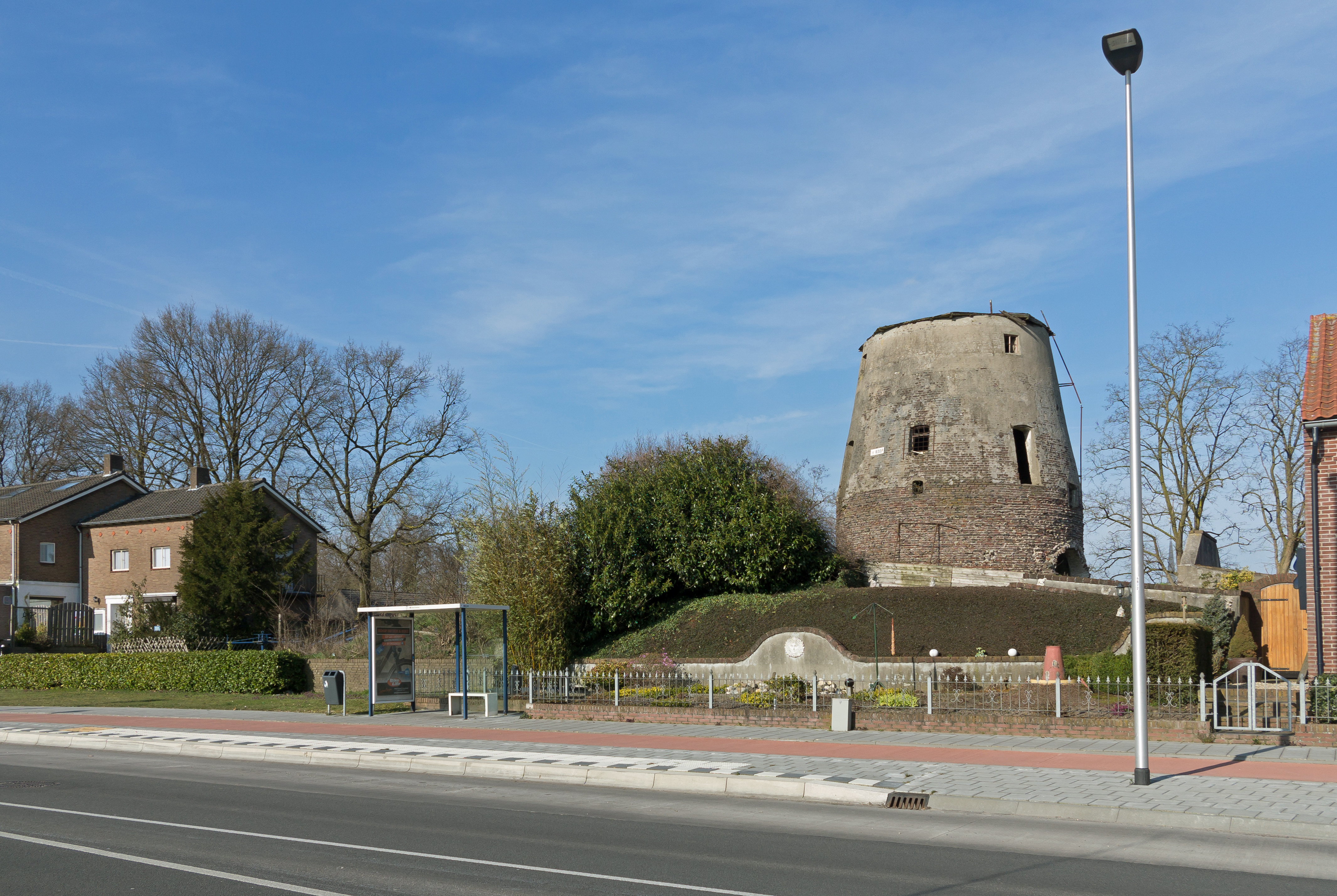
De molenromp in 2016

De Molen Jacobs was een windmolen te Milsbeek, gelegen aan Rijksweg 26A.

## Geschiedenis
Deze ronde stenen beltmolen fungeerde als korenmolen. De molen is vernoemd naar molenaar Gerardus Jacobs, die tevens molenbouwer was en ook deze molen heeft gebouwd en wel in 1923. In 1922 vond tijdens de bouw nog een dodelijk ongeval plaats.
Bij beschietingen door de Britse geallieerden in november 1944 werd de molen zwaar beschadigd. De kap viel naar beneden en de romp bleef bestaan. Deze werd van een regenkap voorzien, en gemalen werd voortaan met een elektrische maalstoel. In 1952 werd in de loods naast de molen een hamermolen in bedrijf genomen voor de productie van veevoer. In 1974 kwam ook aan dit bedrijf een einde en wat bleef was de belt met de molenromp.
In 2004 werd ook de belt geslecht, de molenromp werd opgeknapt en staat sindsdien te koop als bedrijfsruimte. Deze romp is geklasseerd als gemeentelijk monument.